# Jiří Holík
Jiří Holík, född 9 juli 1944 i Nemecký Brod i Vysočina, Tjeckoslovakien, är en tjeckisk ishockeytränare och före detta ishockeyspelare, som spelade över 500 matcher i den tjeckoslovakiska ligan, Extraliga, och över 300 matcher med tjeckoslovakiska landslaget, under bland annat fjorton VM från 1964 till 1977. Detta placerar honom som den spelare som spelat flest VM-matcher och deltagit i flest VM i världen.

## Karriär
Jiří Holík startade sin karriär i sin hemstad, innan han 1963 bytte lag till i samband med sin militärtjänstgöring till arméklubben HC Dukla Jihlava. Han blev kvar i klubben till 1978. Under denna tid vann han, med Jihlava, totalt sju tjeckoslovakiska mästartitlar i ligan, 1967-1972 samt 1974. Han gjorde 283 mål på 553 ligamatcher. På grund av sina framgångar erbjöd man honom från säsongen 1978/1979 att spela i den västtyska Bundesliga och Starbulls Rosenheim. Efter en säsong i Västtyskland spelade han för WAT Stadlau Wien i Österrike. Han avslutade sin aktiva karriär 1985 i klubben Wiener EV.
Efter sin aktiva karriär arbetade Holík som ishockeytränare. Han blev invald i IIHF:s Hall of Fame 1999 för sina insatser som spelare.

### Internationellt
Från och med 1964 var han bofast i den tjeckoslovakiska landslagstruppen. Han vann tre guld-, fyra silver- och tre bronsmedaljer under 14 världsmästerskap. Han spelade oftast i en kedja med Jan Klapác och brodern Jaroslav Holík. De sista tre åren i landslaget spelade han oftast med Ivan Hlinka som center. 
Övriga höjdpunkter i hans karriär var deltagande i fyra olympiska vinterspel med två silver och två brons som resultat. Han deltog i laget i Canada Cup i ishockey 1976 då laget chockade en hel ishockeyvärld genom att slå Kanada på deras hemmaplan i grundomgången för att sen sluta tvåa.
Totalt spelade han 319 matcher för Tjeckoslovakien och gjorde 132 mål, vilket placerar honom på tredjeplats på IIHF:s lista över spelare med flest landskamper. Utöver detta är han den spelare som deltagit i flest A-VM och spelat flest matcher i VM historien.

## Meriter
- VM-guld 1972, 1976, 1977
- VM-silver 1965, 1966, 1968, 1971, 1974, 1975
- VM-brons 1964, 1969, 1970, 1973
- EM-guld 1971, 1972, 1976, 1977
- EM-silver 1965, 1966, 1968, 1974, 1975
- EM-brons 1964, 1967, 1969, 1970, 1973
- OS-silver 1968, 1976
- OS-brons 1964, 1972
- Canada Cup tvåa 1976
- Tjeckoslovakisk mästare 1967-1972 och 1974

## Klubbar
- Dukla Jihlava, Extraliga 1963-1978
- SB Rosenheim, Västtyskland-Bundesliga 1978-1980
- WAT Stadlau Wien, Österrike, 1980-1981
- Wiener EV, Österrike, 1984-1985

## Övrigt
Jirí Holík är bror till Jaroslav Holík, före detta spelare i Tjeckoslovakiens landslag, och farbror till den före detta ishockeyspelaren Bobby Holik, som är tvåfaldig Stanley Cup-vinnare, och före detta tennisspelaren Andrea Holíková, som i sin tur är gift med František Musil som också spelade ishockey. Deras äldste son, David, tillhör NHL-organisationen Edmonton Oilers och spelar för Oklahoma City Barons i American Hockey League (AHL).